# Bernhard Kotsch
Bernhard Kotsch (ur. 25 sierpnia 1969 w Ratyzbonie) – niemiecki dyplomata i politolog, od 2025 sekretarz stanu w Federalnym Ministerstwie Spraw Zagranicznych.

## Życiorys
Po uzyskaniu matury w 1988 odbył służbę wojskową, uzyskując stopień podpułkownika rezerwy. W latach 1995–1999 doktoryzował się z zakresu nauk politycznych. W tym czasie, a także w latach 1997–2000, pracował w Biurze ds. Stosunków Międzynarodowych CDU. W latach 2000–2002 odbył aplikację dyplomatyczną w ramach przygotowania do wyższej służby zagranicznej, a następnie został skierowany do pracy w ambasadzie Niemiec w Skopje.
W latach 2003–2005 kierował Biurem ds. Stosunków Międzynarodowych CDU, będąc w tym okresie czasowo zwolniony z obowiązków w służbie zagranicznej. Następnie pracował w Urzędzie Kanclerskim oraz jako zastępca ambasadora Niemiec w Senegalu. W 2009 objął stanowisko w dyrekcji generalnej ds. polityki zagranicznej w Urzędzie Kanclerskim, a od 2010 do 2018 był zastępcą szefa Kancelarii Federalnej. W latach 2018–2021 kierował dyrekcją generalną ds. Federalnej Służby Wywiadowczej i koordynacji służb specjalnych w Urzędzie Kanclerskim.
W lipcu 2021 został ambasadorem Niemiec przy Stolicy Apostolskiej, a we wrześniu tego samego roku także przy Suwerennym Wojskowym Zakonie Maltańskim.
W maju 2025 objął stanowisko sekretarza stanu w Federalnym Ministerstwie Spraw Zagranicznych. 